# Мустафаев, Рахман Сагиб оглы
Рахман Сахиб оглы Мустафаев (азерб. Rəhman Sahib oğlu Mustafayev; род. 26 сентября 1963, Баку) — азербайджанский дипломат, посол Азербайджана в России.

## Биография
Родился 26 сентября 1963 года в Баку в семье азербайджанского советского дипломата. В 1985 году окончил с отличием МГИМО.
В 1993 году защитил докторскую диссертацию на тему «Ислам в теории и практике построения государств в мусульманских странах».
С 2003 по 2005 год окончил языковые курсы Дипломатической академии МИД Российской Федерации.
С августа 1987 года работал в отделе Среднего Востока и Северной Африки МИД СССР.
С февраля 1988 по май 1992 года являлся секретарём, атташе посольства СССР (с 1991 года — посольства России) в Судане (Хартум).
С декабря 1992 по февраль 1993 года являлся главой отдела внешней политики газеты Азадлыг.
С февраля 1993 года являлся старшим советником пресс-службы президентского аппарата Азербайджана.
С октября 1994 по октябрь 1997 года — второй, первый секретарь посольства Азербайджана в России.
С октября 1997 по ноябрь 1999 года являлся директором департамента международных отношений Государственного комитета по приватизации Азербайджана.
С декабря 1999 по апрель 2006 года являлся политическим советником в посольстве Азербайджана в России.
С июня 2006 года являлся заместителем директора, затем директором департамента Европы и Америки МИД Азербайджана.
22 октября 2009 года присвоен ранг чрезвычайного и полномочного посла.
Посол Азербайджана в Греции (22 октября 2009 — 23 июня 2017). Одновременно являлся послом Азербайджана в Албании (2 ноября 2010 — 23 июня 2017).
Посол Азербайджана во Франции (23 июня 2017 — 17 октября 2022). Одновременно являлся послом Азербайджана при Святом Престоле (5 октября 2017 — 17 октября 2022), послом Азербайджана в Монако (5 октября — 17 октября 2022).
Посол Азербайджана в Нидерландах (17 октября 2022 — 1 октября 2024). Верительные грамоты вручены 30 ноября 2022 года. Одновременно являлся постоянным представителем Азербайджана в Организации по запрещению химического оружия (28 декабря 2022 — 1 октября 2024).
1 октября 2024 года назначен чрезвычайным и полномочным послом Азербайджана в Российской Федерации. Верительные грамоты вручены 5 ноября 2024 года.
Владеет, помимо родного азербайджанского, также английским, французским, греческим, арабским, русским языками.

## Награды
- Кавалер ордена Заслуг перед Республикой Польша (25 июня 2009, Польша) — за выдающийся вклад в развитие сотрудничества между Республикой Польша и Азербайджанской Республикой[14]
- Почётная грамота МИД Азербайджана (2014)
- Орден «За службу Отечеству» III степени (9 июля 2019 года) — за плодотворную деятельность в органах дипломатической службы Азербайджанской Республики[15]